# Brenda Chamberlain
Pour les articles homonymes, voir Chamberlain.
Brenda Chamberlain (née le 9 avril 1952 à Toronto) est une femme politique canadienne. Elle fut députée à la Chambre des communes du Canada, représentant la circonscription ontarienne de Guelph sous la bannière du Parti libéral du Canada.

## Biographie
Elle a été élue pour la première fois lors de l'élection fédérale de 1993 dans la circonscription de Guelph—Wellington, défaisant ses rivaux réformiste et progressiste-conservateur par une marge d'environ 10 000 voix. Elle est réélue par la suite dans l'élection de 1997 et l'élection de 2000, par des marges encore plus grandes. Elle était connue comme une grande partisane de Paul Martin à la succession de Jean Chrétien à la direction du Parti libéral.
Chamberlain est de nouveau facilement réélue en 2004, défaisant son rival conservateur par près de 10 000 voix dans la circonscription redessinée de Guelph. Elle est réélue pour un cinquième mandat lors de l'élection fédérale canadienne de 2006, dans laquelle le Parti conservateur a remporté un gouvernement minoritaire. Elle siège dans l'opposition.
Elle est l'un des membres plus socialement conservateurs du caucus libéral, et s'est opposée aux plans du parti de décriminaliser la possession de petites quantités de marijuana. Chamberlain a également voté contre le projet de loi sur le mariage homosexuel en 2005.
Elle annonce en septembre 2006 qu'elle ne représentera pas lors de la prochaine élection fédérale.